# Gastronomia dels Estats Units
La gastronomia estatunidenca consisteix en l'estil de cuina i plats tradicionals preparats als Estats Units. Ha estat influenciada significativament per europeus, indígenes americans, africans, llatinoamericans, asiàtics, illencs del Pacífic i moltes altres cultures i tradicions. Les principals influències de la cuina estatunidenca són l'europea, la dels nadius americans, el soul food, els patrimonis regionals, com ara la cajun, la criolla de Louisiana, la dels Pennsylvania Dutch, la dels mormons, la texana, la tex-mex, la de Nou Mèxic i la dels tlingit, i les cuines de grups d'immigrants com el xinesos, grecs, libanesos, turcs, italians, jueus i mexicans. La gran mida dels Estats Units i la seva llarga història d'immigració han creat una cuina especialment diversa que varia segons la regió.
La cuina estatunidenca es remunta a les tradicions dels nadius americans, la dieta dels quals incloïa una barreja d'aliments de granja i caça, i variava àmpliament a tot el continent. El període colonial va crear una barreja de cuina del nou món i del vell món, i va portar amb si nous conreus i bestiar. A principis del segle XIX, la cuina es basava sobretot en allò que la població agrària podia conrear, caçar o criar a les seves terres. Amb una afluència creixent d'immigrants i el trasllat a la vida de la ciutat, el menjar estatunidenc es va diversificar encara més a la darrera part del segle XIX. El segle XX va veure una revolució en la cuina, ja que les noves tecnologies, les guerres mundials, la comprensió científica dels aliments i la immigració contínua es van combinar per crear una àmplia gamma de nous aliments. Això ha permès la rica diversitat actual de plats alimentaris a tot el país. Això va ser impulsat en part pels nombrosos xefs i personalitats de la televisió que van contribuir a l'auge dels arts culinaris als EUA.
Els plats més destacats de la cuina estatunidenca inclouen batuts, barbacoes i una àmplia gamma de fregits. Molts plats estatunidencs per excel·lència són unes versions úniques d'aliments originaris d'altres tradicions culinàries, com ara les pizzes, les hamburgueses, els hot dogs i el Tex-Mex. Els punts destacats de la regió inclouen una varietat de plats de peix als estats costaners, gumbo i cheesesteak. La cuina estatunidenca té aliments específics que es mengen els dies festius, com ara gall dindi al sopar d'Acció de Gràcies o al sopar de Nadal. La cuina estatunidenca moderna inclou un enfocament en el menjar ràpid, així com el menjar per a emportar, que sovint és ètnic. També hi ha una escena culinària vibrant al país que envolta els cuiners famosos que surten a la televisió.

## Cuines regionals

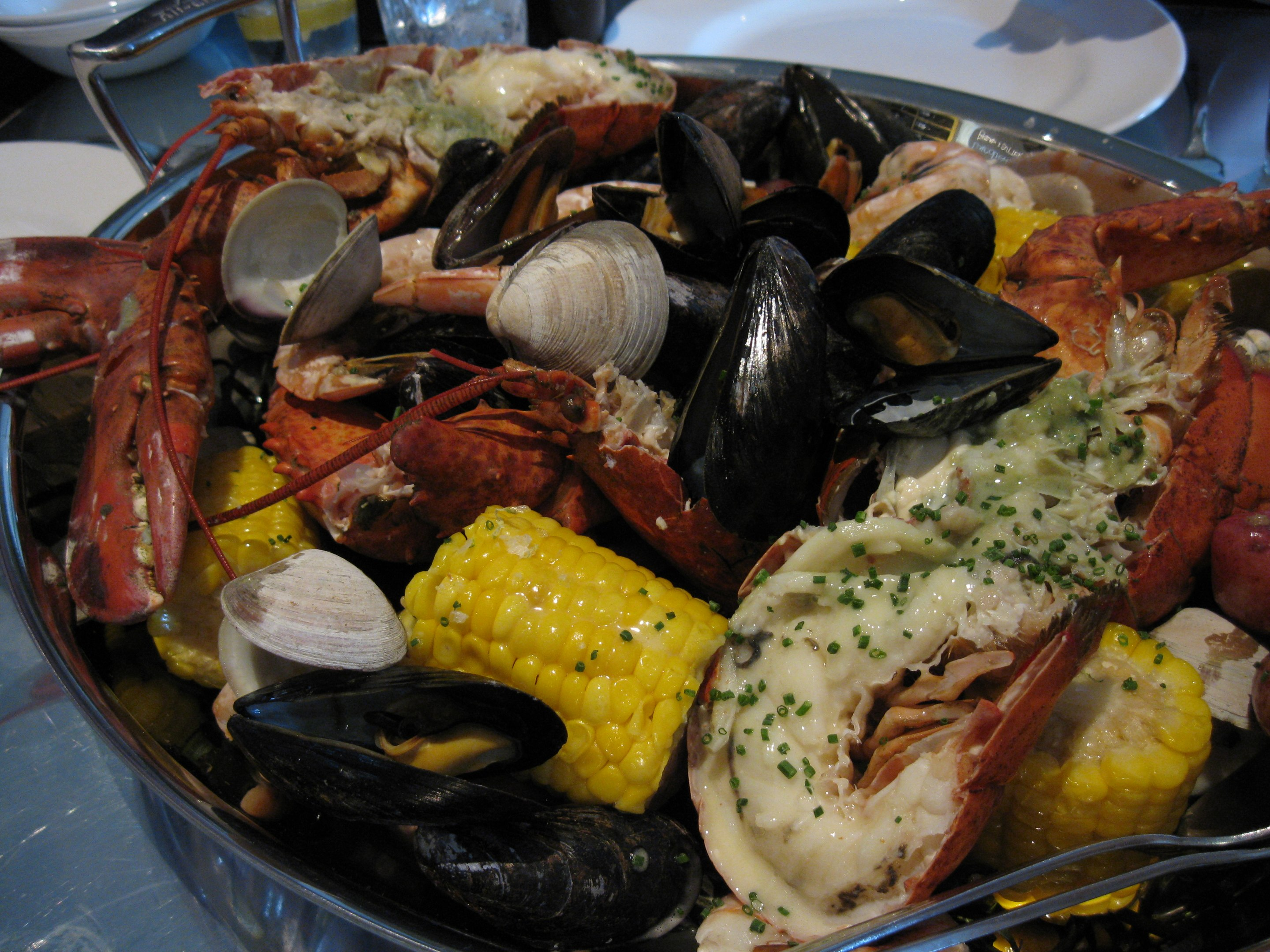
Un clambake de Nova Anglaterra consisteix en diversos mariscs al vapor

La cuina estatunidenca es caracteritza per notables diferències geogràfiques. Les principals cuines són:
- Nord-est: Nova Anglaterra amb els estats de Connecticut, Maine, Massachusetts, Nou Hampshire, Rhode Island i Vermont; Nova York, Filadèlfia i el nord-est central.
- Sud-est: inclou parts de Missouri, Oklahoma i els estats de Kentucky, Tennessee, Virgínia, Carolina del Nord i Carolina del Sud, Geòrgia, Alabama, Mississipi, Louisiana, Arkansas, Florida i la part oriental i la costa del Golf de Mèxic de Texas.
- Oest Mitjà: la part central dels Estats Units inclou Illinois, Indiana, Iowa, Kansas, Minnesota, Nebraska, Dakota del Nord i Dakota del Sud, la major part d'Oklahoma, part de Missouri, l'oest de Wisconsin i l'est de Colorado.
- Oest: al llarg de la costa del Pacífic de Califòrnia, Washington i Oregon.
- Sud-oest: amb una forta influència mexicana i tex-mex, inclou el centre-sud de Califòrnia, l'oest de Texas i els estats de Nou Mèxic i Arizona.